# Kościół baptystyczny w Oslo-Sentrum
Kościół baptystyczny w Oslo-Sentrum (nor. bokmål: Oslo Sentrum Baptistkirke, do 2018 Oslo 1. Baptistmenighet, pl. Pierwszy Zbór Baptystów w Oslo) – kościół w Oslo, należący do Norweskiej Unii Baptystycznej. Jest najstarszym w mieście zborem baptystycznym. 

## Historia
Zbór założono w 1884 roku, a kościół wzniesiono w 1898 według projektu Mariusa Finstada Leyella, większość dekoracji wykonał Alfred Holte. W 1978 budynek został odrestaurowany.

## Architektura i wyposażenie
Budowla neoromańsko-neogotycka, czterokondygnacyjna. Kościół wyposażony jest w 12-głosowe organy i fortepian.